# Завацкая, Эльжбета
Эльжбета Завацкая (пол. Elżbieta Zawacka; 19 марта 1909 — 10 января 2009), также известная по своему позывному Зо, ― польский профессор, инструктор харцеров, агент УСО, боец польского движения Сопротивления во время Второй мировой войны. Генерал бригады польской армии (вторая и последняя женщина в истории польской армии, которая имела это звание): была повышена до этого звания лично по инициативе президента Леха Качиньского 3 мая 2006 года. Единственная женщина среди Тихотёмных, она выполняла курьерские поручения для Армии Крайовой, передавая письма и другие документы из оккупированной нацистами Польши Польскому правительству в изгнании и обратно. Её обычный маршрут пролегал из Варшавы через Берлин и Швецию в Лондон. Она была также ответственна за организацию маршрутов для других курьеров из Армии Крайовой.

## Биография
Родилась в городе Торунь, который тогда был частью Прусской Польши. Окончила университет в Познани по специальности математика. В конце 1930-х годов она работала преподавателем в нескольких средних школах, одновременно работая инструктором в военизированной организации Przysposobienie Wojskowe Kobiet (Женская военная подготовка). Во время Польской кампании вермахта Завацкая была комендантом Силезского округа Женской военной подготовки, а также принимала участие в защите Львова.
В октябре 1939 года она присоединилась к Силезской ветви Союза вооружённой борьбы под военным псевдонимом «Зелма», который позже был изменён на «Зо». В конце 1940 года она была переведена в Варшаву, где начала курьерскую деятельность. Она также была представителем в Департаменте иностранных сношений в Армии Крайовой. В феврале 1943 года она путешествовала по Германии, Франции и Испании до Гибралтара, откуда она была доставлена по воздуху в Лондон. В Великобритании она прошла через парашютную подготовку, и 10 сентября 1943 года была сброшена на территории Польши, став единственной женщиной в истории Тихотёмных.
В 1944 году Завацкая принимала участие в Варшавском восстании и после его провала уехала в Краков, где продолжила подпольную деятельность. В 1945 году она присоединилась к антикоммунистической организации под названием «Свобода и Независимость» (WiN), но вскоре покинула её и вернулась к педагогической деятельности.
В 1951 году Завацкая была арестована агентами Министерства общественной безопасности, которые затем подвергли её пыткам. Она была приговорена к 10 годам тюремного заключения за государственную измену и шпионаж, но вскоре срок отбытия наказания был сокращён и она была выпущена на свободу в 1955 году. После своего освобождения из тюрьмы Завацкая получила докторскую степень в Гданьском университете. Была штатным профессором в Институте педагогики в Университете Николая Коперника, где основала кафедру андрагогики. Ушла из преподавания в 1978 году после того, как Служба безопасности ПНР закрыла её кафедру. Также была активным членом Всемирного союза солдат Армии Крайовой и сотрудничала с профсоюзом «Солидарность» в 1980-х годах.

## Награды
- Орден Белого Орла (1995)
- Орден Виртути Virtuti Militari, серебряный крест (дважды)
- Крест Храбрых (пятикратно)
- Командорский крест со звездой ордена Возрождения Польши, также награждена Офицерским крестом этого ордена
- Золотой крест Заслуги с мечами
- Крест Армии Крайовой
- Медаль Армии[пол.] (четырежды)
- Медаль Pro Memoria[пол.]